# Montor (Banyuates)
Montor is een bestuurslaag in het regentschap Sampang van de provincie Oost-Java, Indonesië. Montor telt 4272 inwoners (volkstelling 2010).